# Szirolimusz
A szirolimusz, más néven rapamicin, és többek között Rapamune márkanéven is árulják, egy makrolid vegyület, amelyet a koszorúér-stentek bevonására, a szervátültetések kilökődésének megelőzésére, a lymphangioleiomyomatosis nevű ritka tüdőbetegség kezelésére és perivaszkuláris epithelioid sejttumor (PEComa) kezelésére használnak. Emberben immunszuppresszáns funkciói vannak, és különösen hasznos a veseátültetések kilökődésének megelőzésében. Emlős célpontja a rapamicin (mTOR) kináz inhibitornak, amely csökkenti a T- és B-sejtek interleukin-2-vel (IL-2) szembeni érzékenységét, gátolva azok aktivitását.
Ezt a vegyületet a szív- és érrendszeri gyógyszerkibocsátó stenttechnológiákban is használják a resztenózis gátlására.
A Streptomyces hygroscopicus baktérium termeli, és 1972-ben izolálták először a Húsvét-szigeten talált Streptomyces hygroscopicus mintákból. A vegyületet eredetileg rapamicinnek nevezték el a sziget eredeti neve, Rapa Nui után. A szirolimuszt kezdetben gombaellenes szerként fejlesztették ki. Ezt a felhasználást azonban felhagyták, amikor kiderült, hogy erős immunszuppresszív és antiproliferatív tulajdonságokkal rendelkezik az mTOR-gátló képessége miatt. Az Egyesült Államok Élelmiszer- és Gyógyszerügyi Hivatala (FDA) 1999-ben hagyta jóvá. A Hyftort (szirolimusz gélt) 2023 májusában engedélyezték az arc angiofibroma helyi kezelésére az Európai Unióban.